# Frosinone Calcio 1994-1995
Questa pagina raccoglie le informazioni riguardanti il Frosinone Calcio nelle competizioni ufficiali della stagione 1994-1995.

## Rosa
| N. |                   | Ruolo | Calciatore           |
| -- | ----------------- | ----- | -------------------- |
|    | Italia (bandiera) | A     | Mario Apuzzo         |
|    | Italia (bandiera) | P     | Massimo Assante      |
|    | Italia (bandiera) | D     | Marco Bagaglini      |
|    | Italia (bandiera) | D     | Mario Brandani       |
|    | Italia (bandiera) | P     | Andrea Cardaiolo     |
|    | Italia (bandiera) | A     | Fabio Centofanti     |
|    | Italia (bandiera) | D     | Ugo Cipelli          |
|    | Italia (bandiera) | D     | Fabrizio Cipriani    |
|    | Italia (bandiera) | C     | Antonio Colagiovanni |
|    | Italia (bandiera) | C     | Mauro Conte          |
|    | Italia (bandiera) | C     | Simone Cretaro       |
|    | Italia (bandiera) | C     | Graziano Del Grande  |

| N. |                   | Ruolo | Calciatore             |
| -- | ----------------- | ----- | ---------------------- |
|    | Italia (bandiera) | D     | Antonino Di Dio        |
|    | Italia (bandiera) | D     | Andrea Fantini         |
|    | Italia (bandiera) | D     | Giorgio Foglietta      |
|    | Italia (bandiera) | C     | Cristiano Gagliarducci |
|    | Italia (bandiera) | D     | Giuseppe La Bianca     |
|    | Italia (bandiera) | A     | Tiziano Levanti        |
|    | Italia (bandiera) | A     | Claudio Pelosi         |
|    | Italia (bandiera) | C     | Fabrizio Perrotti      |
|    | Italia (bandiera) | C     | Francesco Pesacane     |
|    | Italia (bandiera) | A     | Paolo Russo            |
|    | Italia (bandiera) | A     | Luca Schietroma        |

## Risultati

### Campionato

#### Girone di andata
| 4 settembre 1994 1ª giornata | Frosinone | 2 – 1 | Fasano |  |

| 11 settembre 1994 2ª giornata | Savoia | 1 – 1 | Frosinone |  |

| 18 settembre 1994 3ª giornata | Frosinone | 1 – 0 | Sangiuseppese |  |

| 25 settembre 1994 4ª giornata | Molfetta | 1 – 1 | Frosinone |  |

| 2 ottobre 1994 5ª giornata | Frosinone | 0 – 0 | Battipagliese |  |

| 9 ottobre 1994 6ª giornata | Albanova | 2 – 0 | Frosinone |  |

| 16 ottobre 1994 7ª giornata | Matera | 2 – 0 | Frosinone |  |

| 23 ottobre 1994 8ª giornata | Frosinone | 1 – 0 | Nocerina |  |

| 30 ottobre 1994 9ª giornata | Formia | 2 – 1 | Frosinone |  |

| 6 novembre 1994 10ª giornata | Frosinone | 0 – 0 | Vastese |  |

| 13 novembre 1994 11ª giornata | Bisceglie | 0 – 0 | Frosinone |  |

| 20 novembre 1994 12ª giornata | Frosinone | 2 – 1 | Castrovillari |  |

| 27 novembre 1994 13ª giornata | Frosinone | 2 – 0 | Sporting Benevento |  |

| 4 dicembre 1994 14ª giornata | Trani | 0 – 0 | Frosinone |  |

| 11 dicembre 1994 15ª giornata | Frosinone | 2 – 2 | Catanzaro |  |

| 18 dicembre 1994 16ª giornata | Astrea | 1 – 1 | Frosinone |  |

| 23 dicembre 1994 17ª giornata | Frosinone | 1 – 1 | Avezzano |  |

#### Girone di ritorno
| 15 gennaio 1995 18ª giornata | Fasano | 0 – 0 | Frosinone |  |

| 22 gennaio 1995 19ª giornata | Frosinone | 1 – 2 | Savoia |  |

| 29 gennaio 1995 20ª giornata | Sangiuseppese | 0 – 0 | Frosinone |  |

| 12 febbraio 1995 21ª giornata | Frosinone | 3 – 0 | Molfetta |  |

| 26 febbraio 1995 22ª giornata | Battipagliese | 0 – 0 | Frosinone |  |

| 5 marzo 1995 23ª giornata | Frosinone | 0 – 0 | Albanova |  |

| 12 marzo 1995 24ª giornata | Frosinone | 2 – 0 | Matera |  |

| 19 marzo 1995 25ª giornata | Nocerina | 1 – 0 | Frosinone |  |

| 26 marzo 1995 26ª giornata | Frosinone | 1 – 1 | Formia |  |

| 2 aprile 1995 27ª giornata | Vasto Marina | 1 – 0 | Frosinone |  |

| 9 aprile 1995 28ª giornata | Frosinone | 1 – 0 | Bisceglie |  |

| 15 aprile 1995 29ª giornata | Castrovillari | 1 – 0 | Frosinone |  |

| 23 aprile 1995 30ª giornata | Sporting Benevento | 1 – 4 | Frosinone |  |

| 30 aprile 1995 31ª giornata | Frosinone | 1 – 1 | Trani |  |

| 7 maggio 1995 32ª giornata | Catanzaro | 3 – 1 | Frosinone |  |

| 14 maggio 1995 33ª giornata | Frosinone | 1 – 2 | Astrea |  |

| 21 maggio 1995 34ª giornata | Avezzano | 1 – 0 | Frosinone |  |